# Science and Industry Museum
Das Science and Industry Museum in Manchester ist ein großes Museum für Naturwissenschaften, Technikgeschichte und Industriegeschichte mit besonderem Schwerpunkt auf der Region Manchester. Es wurde Anfang 2012 Teil des National Museum of Science and Industry, zum 1. April 2012 in Science Museum Group umbenannt. Zu diesem Museumsverbund gehören unter anderem auch das Science Museum in London sowie das National Railway Museum in York.
Das Science and Industry Museum gehört zu den Ankerpunkten der Europäischen Route der Industriekultur.

## Geschichte des Museums
Das Science and Industry Museum geht auf das North Western Museum of Science and Industry zurück, welches 1969 in Chorlton-on-Medlock eröffnet wurde. 1978 kaufte der Greater Manchester County Council die ältesten Gebäude des drei Jahre zuvor stillgelegten Bahnhofs Manchester Liverpool Road zum symbolischen Preis von einem Pfund Sterling von British Rail. Das Greater Manchester Museum of Science and Industry wurde am 15. September 1983 am heutigen Standort eröffnet. Im Laufe der Jahre wurde es erweitert, so dass es heute den gesamten Bereich des früheren Bahnhofs umfasst.
1986 wurde das Museum in Museum of Science and Industry in Manchester (MSIM) umbenannt, ab 2007 wurde die Abkürzung MOSI verwendet. Seit 2018 heißt das Museum Science and Industry Museum.
2019 wurde das Science and Industry Museum von rund 557.000 Personen besucht. 2024 betrug die Besucherzahl etwa 378.000 Personen.

## Gebäudeensemble
Das Museum umfasst eine Reihe von denkmalgeschützten Gebäuden, die sich auf dem Gelände befinden, darunter:
- Das Great Western Warehouse von 1880 der ehemaligen Great Western Railway, in dem sich auch der Haupteingangsbereich des Museums befindet (Grade II)[6]

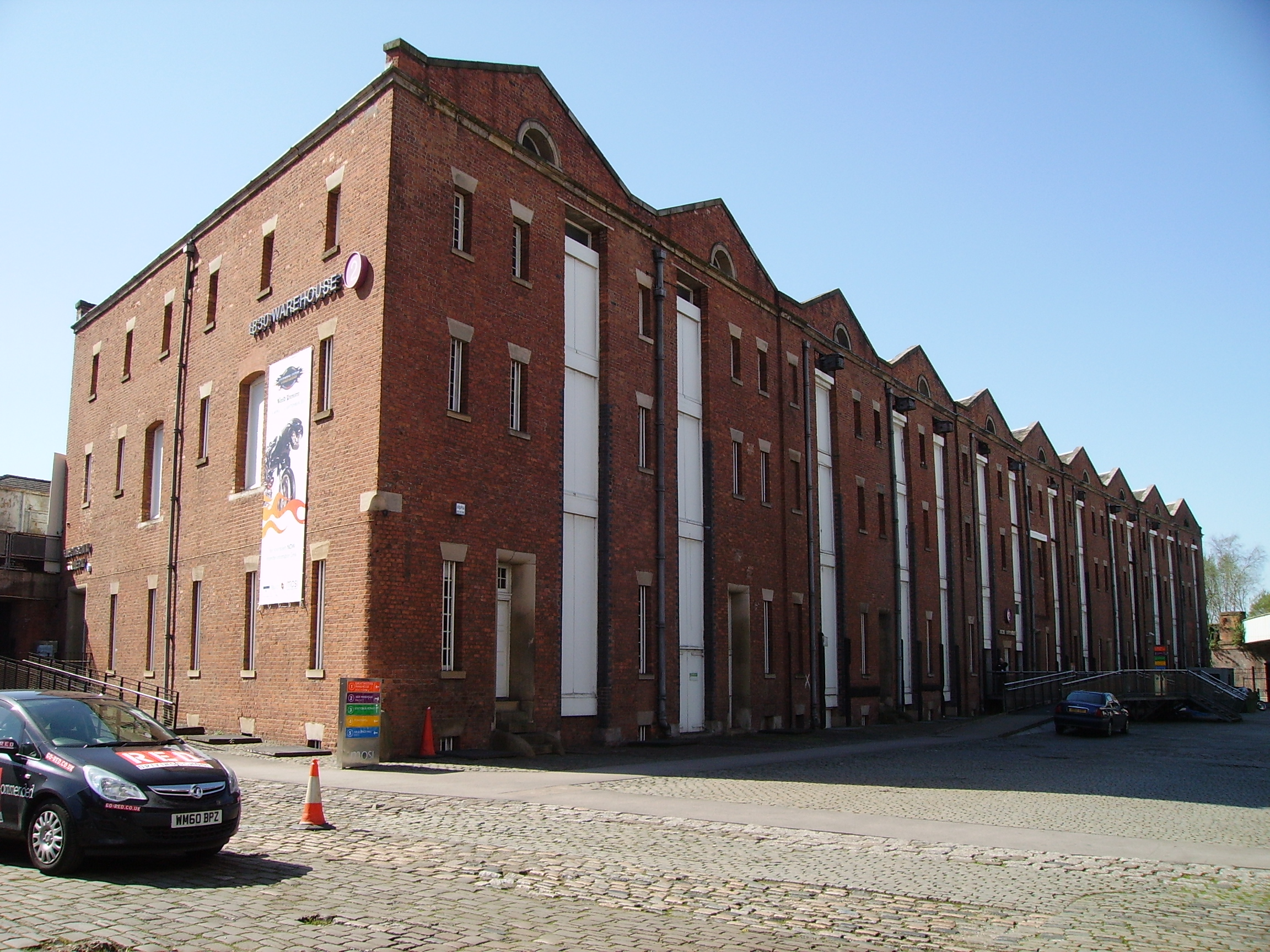
1830 Warehouse

- Das 1830 Warehouse der Liverpool and Manchester Railway (Grade I)[7]
- Das Station Building, das Empfangsgebäude des 1830 eröffneten[8] und 1975 endgültig stillgelegten Bahnhofs Manchester Liverpool Road, welches das älteste noch erhaltene Bahnhofs-Empfangsgebäude der Welt ist.(Grade I)[9]
- Die für die Präsentation von Kraftmaschinen und Lokomotiven genutzte Power Hall von 1855 (Grade II)[10]

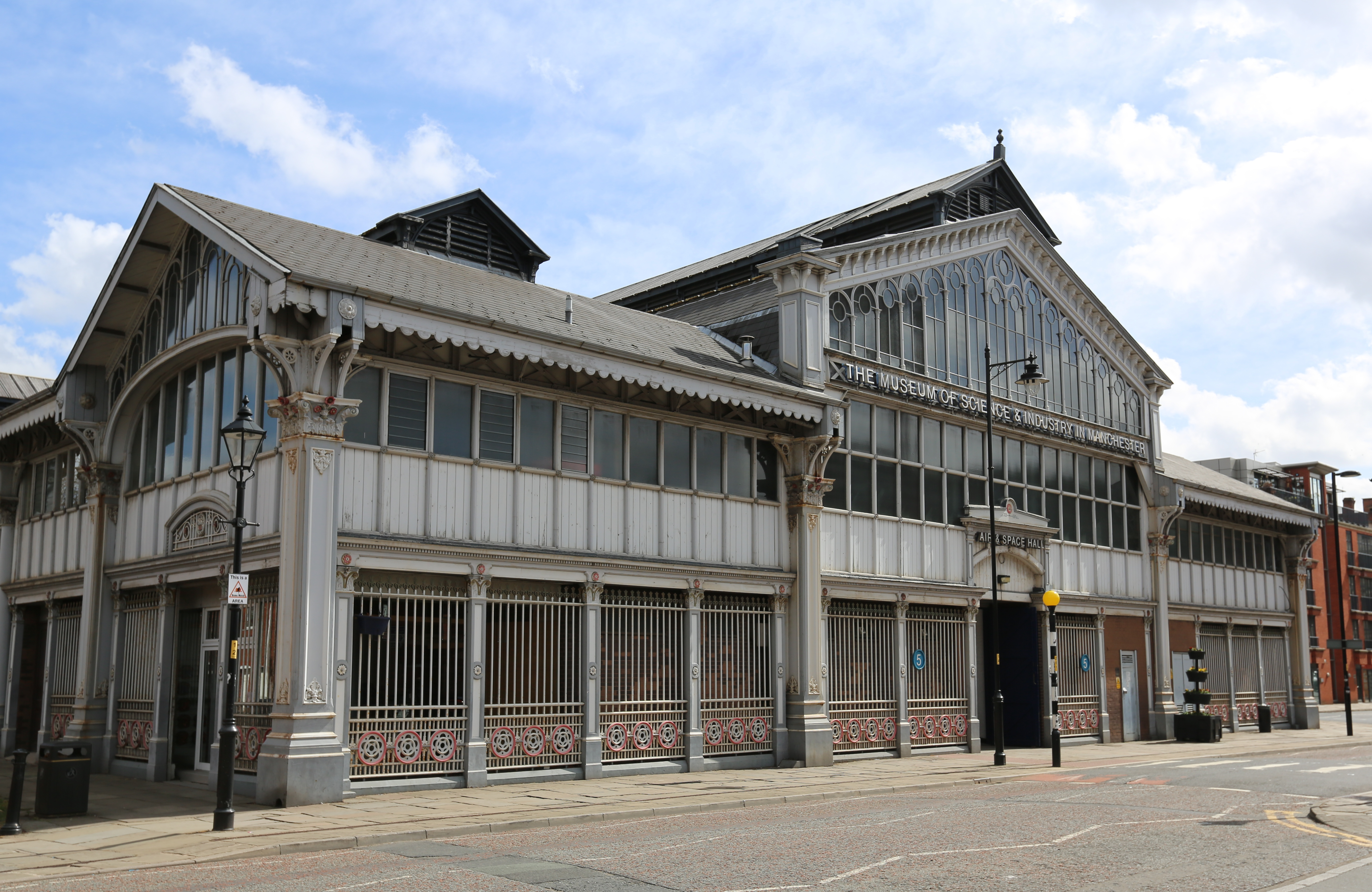
Außenseite der Air and Space Hall

### Ehemalige Ausstellungsgebäude
- Direkt neben dem Museum befindet sich die Air and Space Hall, eine ehemalige Markthalle von 1876 (Grade II).[11] Hier befand sich ursprünglich das vom Manchester City Council betriebene Air and Space Museum. 1985 übernahm das Museum of Schience and Industry die Halle.[12] Bis 2021 wurden darin Exponate aus den Bereichen Luftfahrt und Straßenverkehr gezeigt. 2021 wurde die Halle permanent geschlossen und an den Manchester City Council zurückgegeben. Einige Exponate sollen im Museum verbleiben, andere sollen an ihre Leihgeber zurückgehen und/oder zukünftig an anderen Orten im Vereinigten Königreich zu sehen sein.[13]

## Ausstellungen

### Lokomotiven und Kraftmaschinen
Die Sammlung in der Power Hall umfasst zahlreiche Lokomotiven und stationäre Kraftmaschinen, darunter verschiedene Dampfmaschinen. Viele davon sind noch funktionsfähig und werden von Zeit zu Zeit in Betrieb genommen. Damit beherbergt die Power Hall die größte Sammlung funktionsfähiger Dampfmaschinen weltweit.

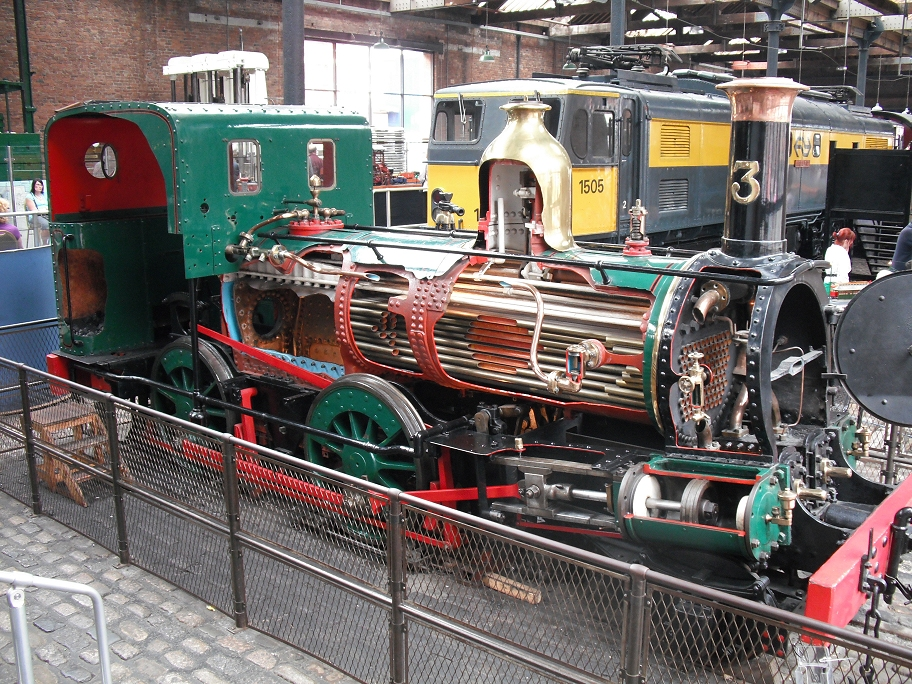
Lokomotive von Beyer-Peacock (1873)
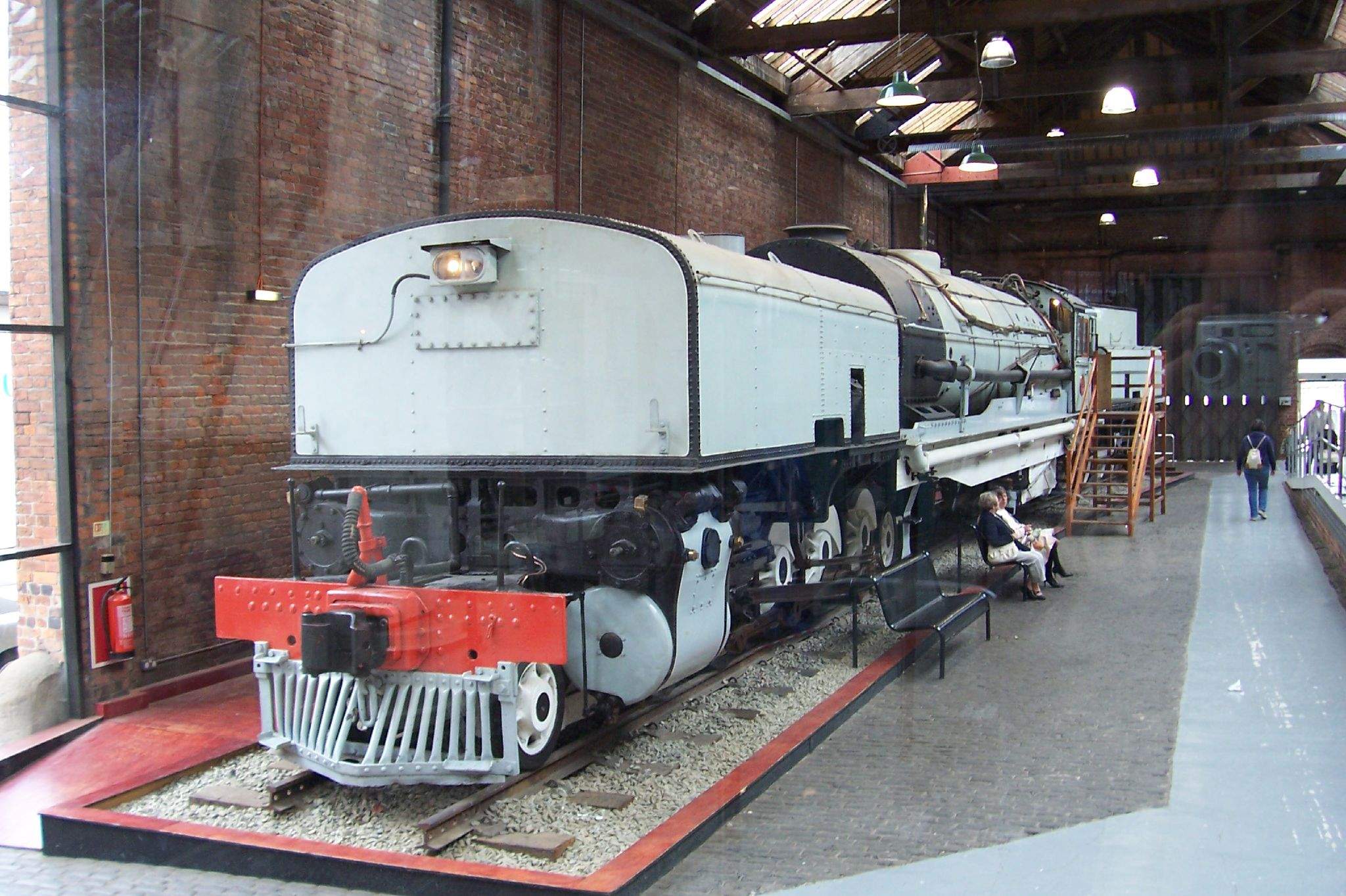
Garratt-Lokomotive der SAR-Klasse GL von Beyer-Peacock
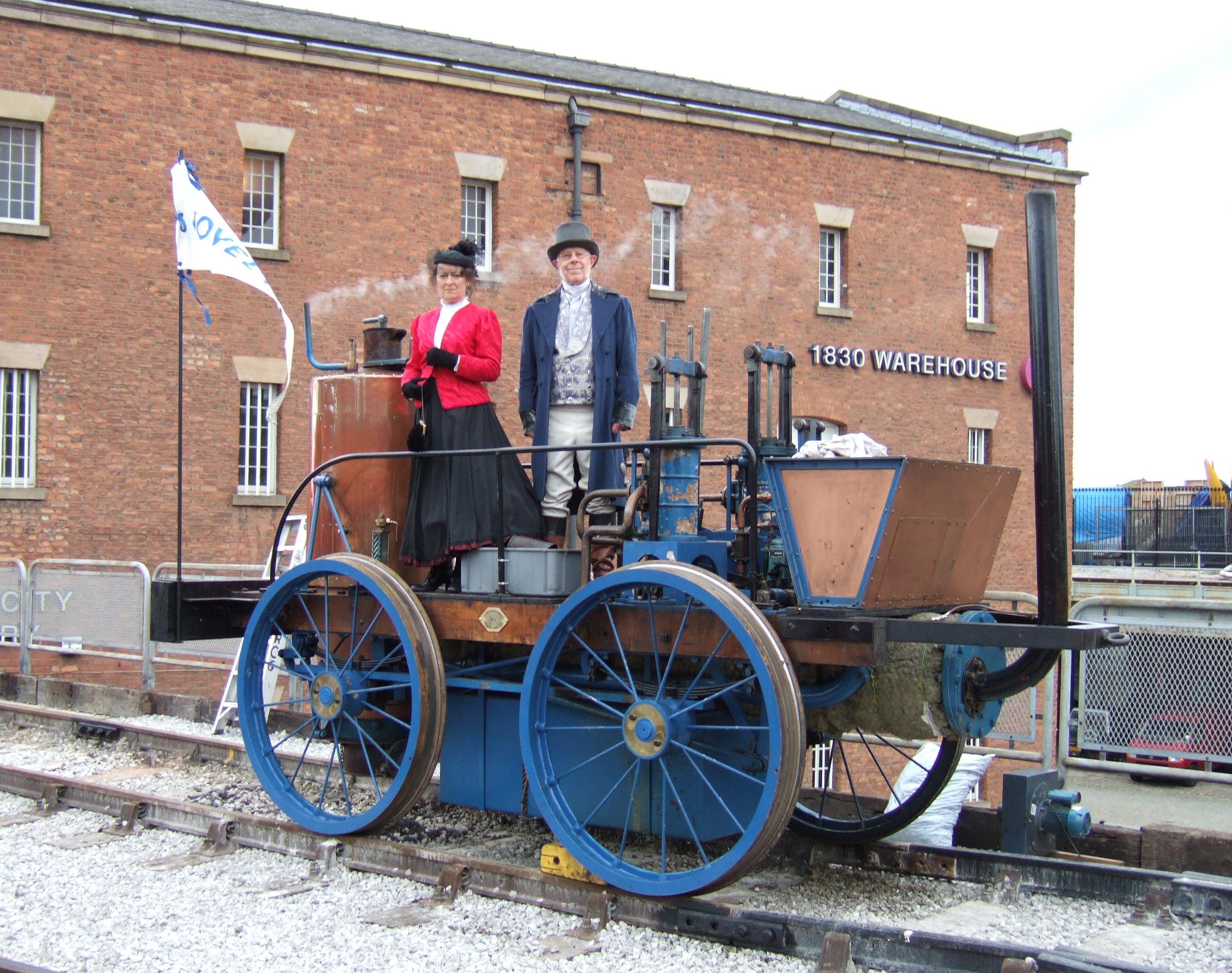
Fahrfähiger, elektrisch angetriebener Nachbau der Novelty
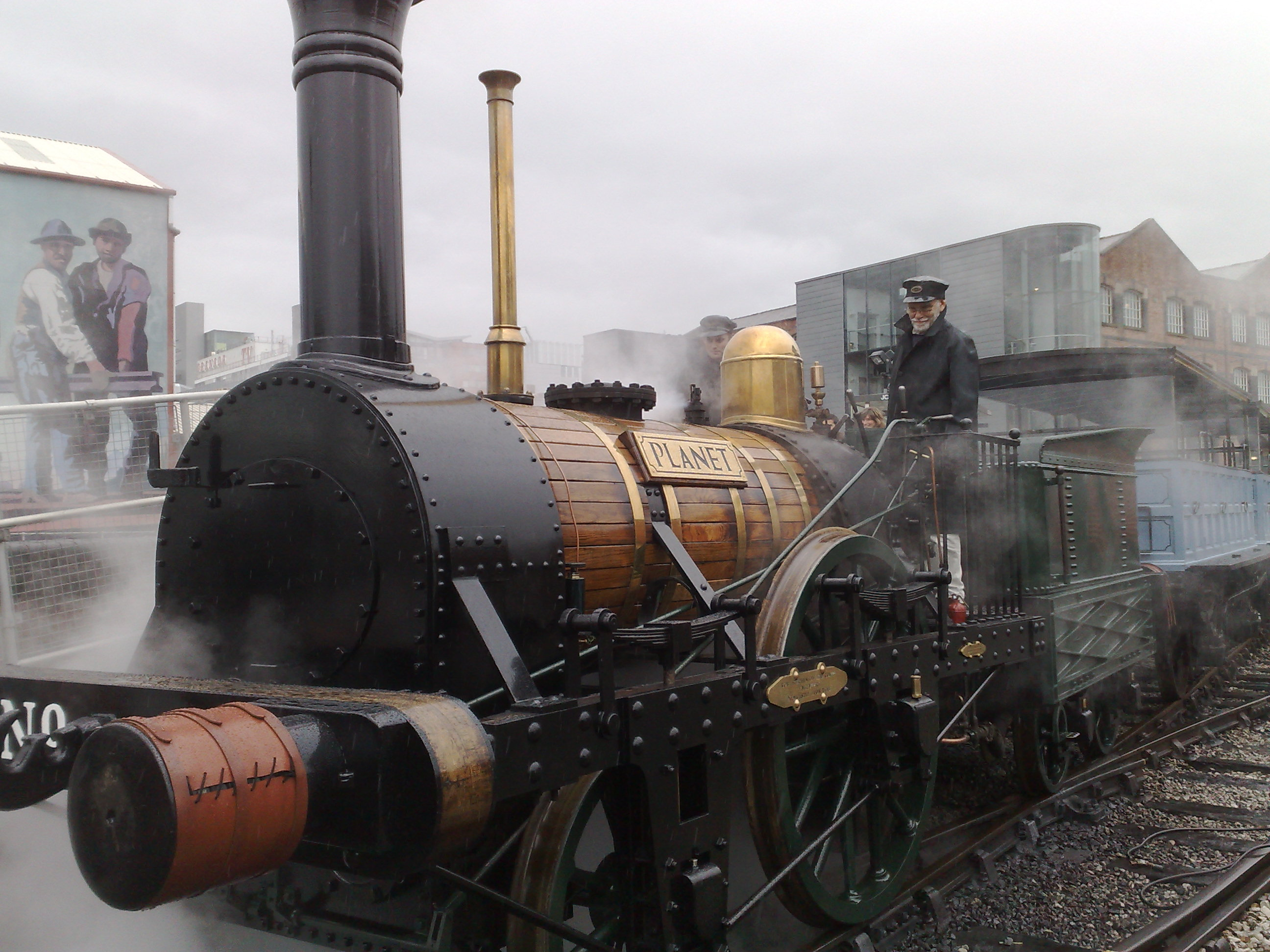
Funktionsfähiger Nachbau der Planet
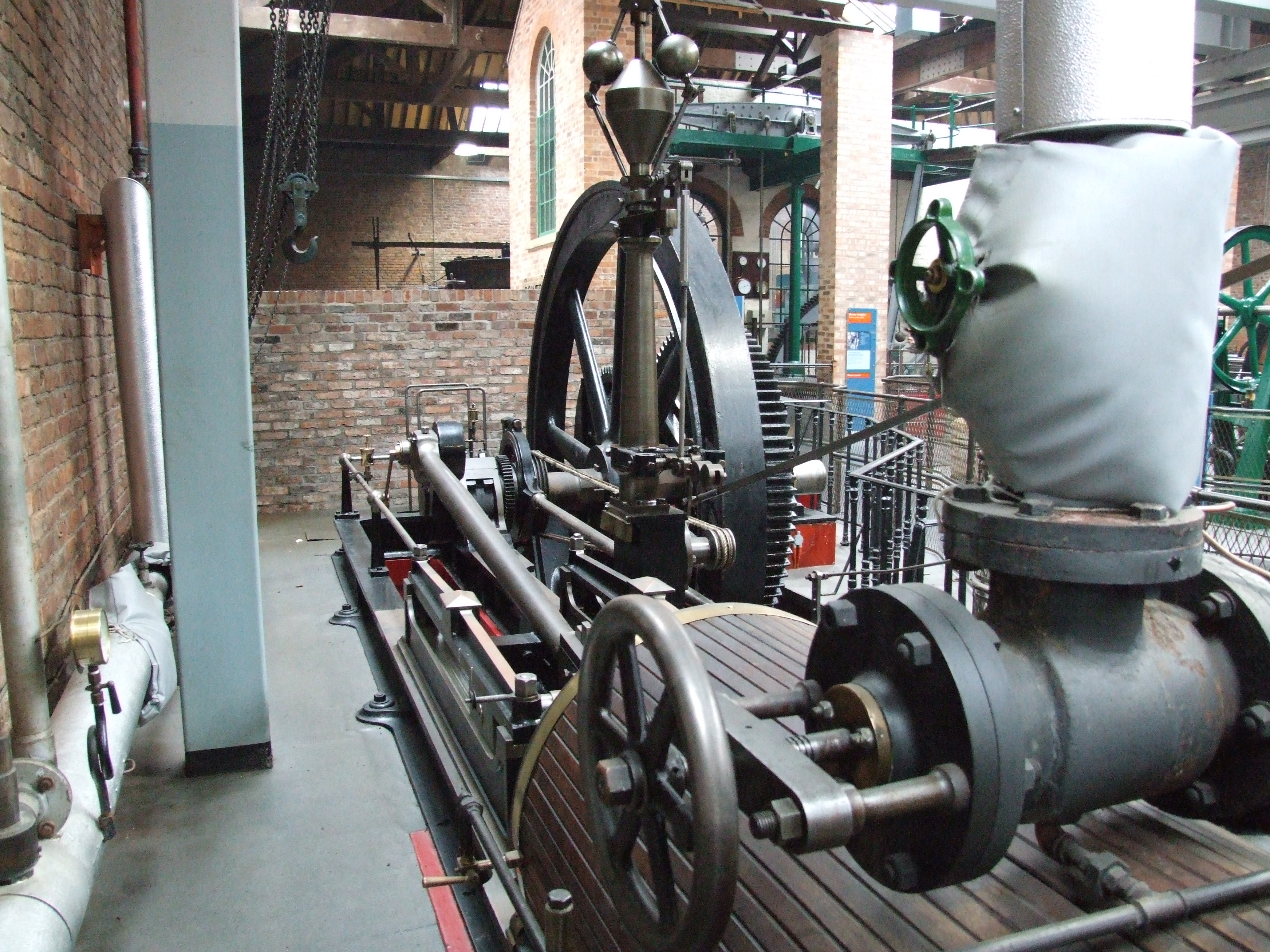
Dampfmaschine

### Textiltechnik

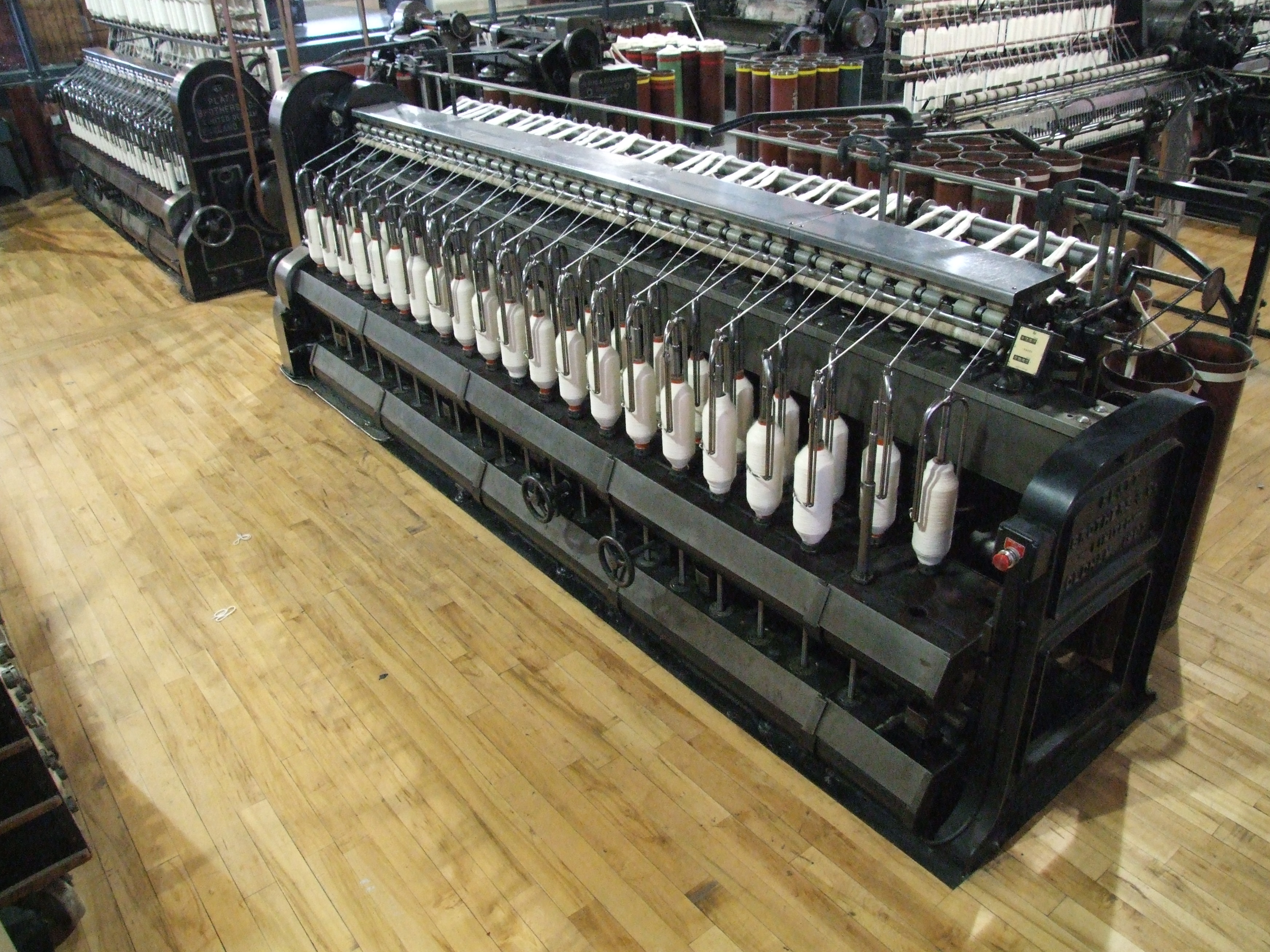
Spinnmaschinen

Da Manchester im 18. und 19. Jahrhundert ein Zentrum der britischen Textilindustrie war, ist diesem Thema eine eigene Ausstellung gewidmet. Gezeigt werden historische Maschinen für die gesamte Verarbeitungskette von der rohen Baumwolle bis zum fertigen Gewebe, ebenso wie die verschiedenen Rohstoffe und Herstellungsmöglichkeiten für Textilfasern sowie für Textilfarbstoffe.

### Underground Manchester

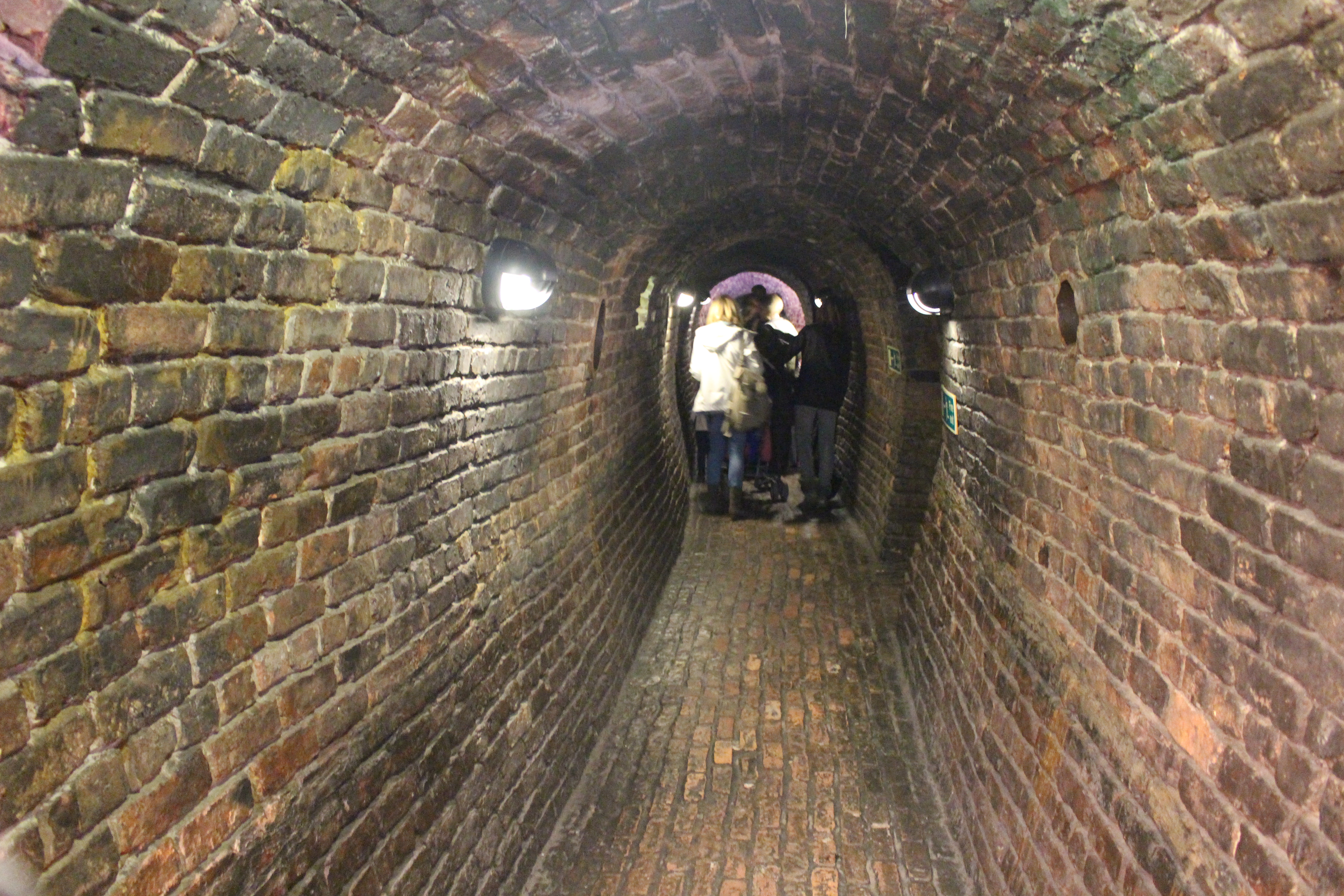
Nachgebauter begehbarer Abwasserkanal in der Abteilung Underground Manchester

Die Ausstellung Underground Manchester zeigt die Geschichte der Wasserversorgung, der Sanitärtechnik und der Abwasserentsorgung im Allgemeinen, speziell aber in der Region Manchester.

### Weitere Ausstellungen
- Electricity Gallery (Geschichte der Elektrizitätsversorgung und Beleuchtung sowie der frühen Computertechnik)
- Small-Scale Experimental Machine
- Gas Gallery (Geschichte der Versorgung mit Stadtgas und Erdgas)
- Stadtgeschichte von Manchester
- Experiment! (Versuche und Spielereien mit physikalischem Hintergrund)
- Sonderausstellungen

### Ehemalige Ausstellung in derAir and Space Hall(bis 2021)

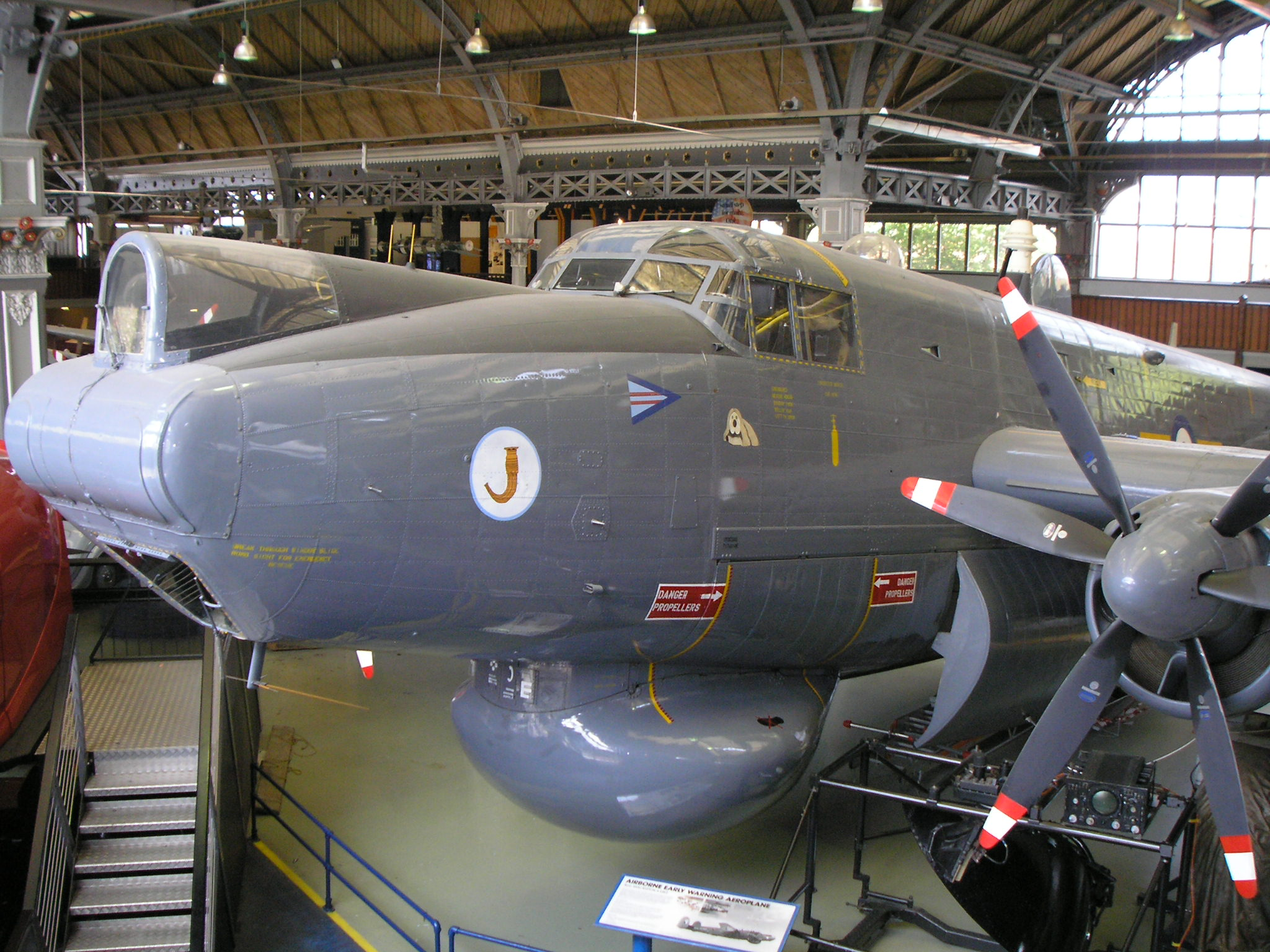
Avro Shackleton AEW Mk.2

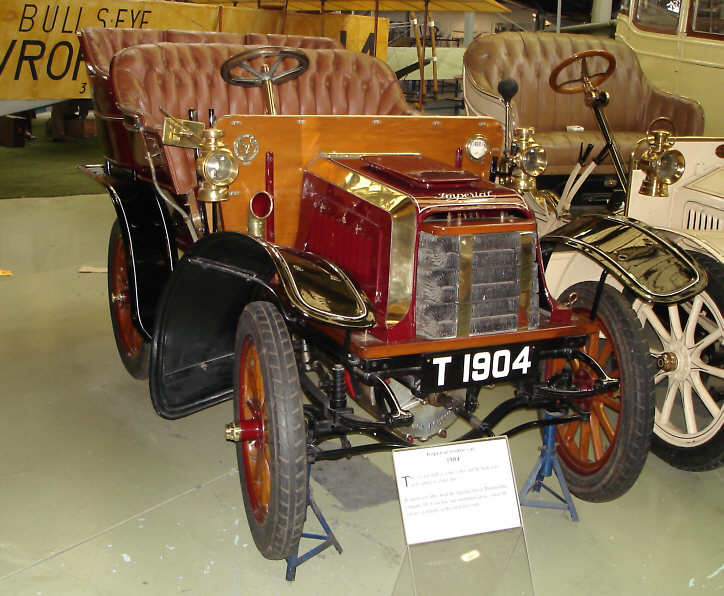
Imperial von 1904

In der Air and Space Hall wurden vornehmlich Flugzeuge, Hubschrauber und Flugmotoren präsentiert, aber auch historische Automobile. Der Schwerpunkt lag dabei bei Herstellern aus dem Raum Manchester wie beispielsweise Avro, Belsize, Crossley, Imperial oder Rolls-Royce. Entgegen dem Namen der Halle wurden keine Ausstellungsstücke aus dem Bereich Raumfahrt mehr gezeigt.
Unter den gezeigten Luftfahrzeugen befanden sich unter anderem folgende Typen:
- Avro 707
- Avro 594 Avian
- Avro Shackleton (zukünftig im Avro Heritage Museum am Flugplatz Woodford zu sehen[15])
- Bristol Belvedere
- De Havilland DH.89 Dragon Rapide
- English Electric P.1A
- Yokosuka Ohka